# Stade Artemio-Franchi (Sienne)
Pour les articles homonymes, voir Stade Artemio-Franchi (Florence).
Le stade Artemio Franchi - Montepaschi Arena est le stade de football de la ville de Sienne et de l'Associazione Calcio Sienne. Il a une capacité de 15 373 places. Ce stade, très vétuste, a la particularité de toucher le centre-ville de Sienne.

## Histoire
Fondé en 1923, il n'a été ouvert qu'en 1938. Le stade "Rino Daus" a été inauguré le 8 décembre 1938 lors du match amical opposant Sienne à Empoli. Le lancement officiel du stade eu lieu le 11 décembre 1938 : Pise-Sienne (3-3) en Serie B. Dans la transformation d'après-guerre en stade municipal, jusqu'à avril 1986[réf. souhaitée], lorsque le conseil municipal a décidé de nommer le stade Artemio Franchi, ancien directeur des instances dirigeantes du football régissant italienne et européenne, une figure de proue dans l'organisation sport, qui est décédé en 1983. Depuis 2007, la Montepaschi fait partie de la dénomination du stade en tant que sponsor principal. Comme le stade éponyme de Florence, il est nommé en hommage à Artemio Franchi. C'est actuellement le plus petit stade de série A.